# Le Trou-à-Balle

Le Trou-à-Balle est un hameau compris dans le territoire de la municipalité de Nouvelle en Avignon au Québec (Canada). La population y est d'une cinquantaine d'habitants.

## Toponymie
Le nom du village vient de l'époque où la dîme était payée en nature. En effet, un paroissien avait pour habitude de remettre plus de balles de céréales que de grains dans les sacs offerts au curé. Ce-dernier commença à parler du « trou-à-balle ». Le nom encore utilisé aujourd'hui a été relevé lors d'une enquête de 1795 et officialisé le 4 mars 1982. Le mot « trou » a pour signification « petite localité à l'écart » et « balle » signifie l'enveloppe des grains de céréales du verbe en ancien français « baler ».

## Géographie
Le Trou-à-Balle est un hameau de la municipalité de Nouvelle dans la municipalité régionale de comté d'Avignon dans la région de la Gaspésie–Îles-de-la-Madeleine. Il est situé sur la péninsule gaspésienne sur la rive droite de la rivière Nouvelle. Le hameau est situé à 7 km de la municipalité de Nouvelle à proprement parler.

### Source en ligne
- Commission de toponymie du Québec